# Mont Oriol
Mont Oriol (franska: ''Mont-Oriol'') är en roman från 1887 av den franske författaren Guy de Maupassant. Den utspelar sig i Enval, Puy-de-Dôme och handlar om en kvinna, Christiane Andermatt, som söker behandling för infertilitet. Christiane tar sig en älskare som blir far åt hennes barn, medan hennes man spekulerar i mark i området. Boken är en satir över hälsobranschen, kvinnorollen och finansvärlden.
Den gavs ut på svenska 1887 som Vatten och kärlek och 1895 som Mont Oriol.

## Filmatiseringar
Italienska RAI producerade en filmatisering för TV i fyra delar som sändes 1958, med Monica Vitti som Cristiana Andermatt och regi av Claudio Fino. Boken var förlaga till en fransk TV-film från 1980, med Catherine Arditi i huvudrollen, regi av Serge Moati och manus av Moati och Geneviève Dormann.